# Rott (Pays-Bas)
Pour les articles homonymes, voir Rott.
Rott (en limbourgeois e gen Rott) est un hameau néerlandais situé dans la commune de Vaals, dans la province du Limbourg néerlandais. Le 1er janvier 2003, Camerig comptait 80 habitants. Rott dépend du village de Vijlen.